# سيمون إينغليز
سيمون إينغليز (بالإنجليزية: Simon Inglis)‏ هو صحفي وكاتب بريطاني، ولد في 1950.